# Haaglandse Football Club Alles Door Oefening Den Haag
L'Haaglandse Football Club Alles Door Oefening Den Haag (nederlandese per Associazione Calcistica dell'Aia Tutto tramite la pratica L'Aia), meglio noto come ADO Den Haag, è una società calcistica olandese con sede nella città dell'Aia. Milita attualmente in Eerste Divisie, la seconda serie del campionato olandese di calcio.
Fu fondato nel 1905 con il nome di FC Den Haag, con l'ADO che rappresentava la sezione dilettantistica della società. Ha vinto 2 titoli di Eredivisie e 2 Coppe d'Olanda, oltre a 2 titoli di Eerste Divisie e una Coppa Piano Karl Rappan. Nonostante sia un club di una delle tre maggiori città olandesi (Rotterdam, Amsterdam e L'Aia), l'ADO non è mai riuscito a ottenere il successo di squadre come Ajax o Feyenoord. Esiste, tuttavia, una grande rivalità tra i gialloverdi e queste due squadre.
Disputa le partite casalinghe al Cars Jeans Stadion, impianto da 15 000 posti che nel 2007 ha sostituito lo stadio Zuiderpark come sede degli incontri del club.

## Storia
L'ADO, acronimo di Alles Door Oefening, fu fondato il 1º febbraio 1905 presso il caffè Het Hof van Berlijn (oggi De Paap) dell'Aia. Nei primi anni della sua esistenza il sodalizio attraversò delle difficoltà, dato che molti membri si rifiutavano di pagare la quota di iscrizione e il calcio era appannato dal cricket, lo sport più popolare in città. L'ADO iniziò a militare nella Haagsche Voetbal Bond, la divisione regionale, e già nel 1912 fu promossa nella Nederlandsche Voetbal Bond, la quarta divisione nazionale. Raggiunta la 3e klasse NVB, la terza divisione, nello stesso anno, nel 1914 vinse il campionato.
Nel 1925 la squadra si trasferì stabilmente al Zuiderpark Stadion, che divenne sede degli incontri casalinghi. La crescita del club continuò l'anno dopo, con la promozione nella Eerste Klasse, la massima divisione nazionale. La squadra bianco-rosso-verde ottenne dapprima delle sofferte salvezze, poi riuscì a issarsi ai vertici del calcio olandese alla fine degli anni '30. Nel 1939 sfiorò il titolo, perso a causa della sconfitta contro l'DWS ad Amsterdam. Nel 1940 il titolo parve ancora molto vicino, ma chiuse con un altro piazzamento al secondo posto, indebolita dalle partenze dei calciatori per il fronte, per l'incombente seconda guerra mondiale. Quell'anno fu un altro club di Amsterdam, il Blauw-Wit, ad aggiudicarsi il titolo. Nel 1941 l'ADO vinse il titolo regionale ed ebbe accesso alla fase nazionale, dove perse contro l'Heracles Almelo.
Nel 1941-1942, malgrado le difficoltà legate al conflitto mondiale, l'ADO fu inarrestabile. Vinto il titolo locale grazie a molti successi con larghi scarti, nella fase nazionale contese il titolo a Heerenveen, AGOVV, Eindhoven e Blauw-Wit. Grazie a una vittoria per 5-2 contro l'AGOVV, ottenne il suo primo titolo nazionale e nel 1942-1943 replicò il successo, battendo, tra le altre, anche l'Heerenveen di Abe Lenstra per 8-2.
L'ADO dovette aspettare gli anni '60 per conquistare altri successi. Dopo l'arrivo dell'allenatore Ernst Happel, nel 1962, la squadra riguadagnò il suo status di compagine di vertice a livello nazionale e nel 1964-1965 si piazzò terza in campionato. Riuscì inoltre ad arrivare in finale di Coppa d'Olanda per quattro volte nel decennio (dopo aver raggiunto una prima finale nel 1959): fu battuta nel 1962-1963, 1963-1964 e nel 1965-1966, ma vinse nel 1967-1968 sconfiggendo l'Ajax.
Nel 1967 l'ADO Den Haag, con il nome di San Francisco Golden Gate Gales, partecipò all'unica edizione del campionato dell'United Soccer Association, lega calcistica nordamericana che poteva fregiarsi del titolo di campionato di Prima Divisione su riconoscimento della FIFA. Quell'edizione della Lega fu disputata da squadre europee e sudamericane in rappresentanza di quelle statunitensi, che non avevano avuto tempo di riorganizzarsi dopo la scissione che aveva dato vita al campionato concorrente della National Professional Soccer League. I Golden Gate Gales non ottennero la qualificazioni ai play-off, chiudendo la stagione al secondo posto della Western Division.
Nel 1970-1971 l'ADO rimase imbattuto nelle prime 17 partite di campionato, concluso poi al terzo posto. Nel 1971 il club si fuse con i rivali cittadini dell'Holland Sport per formare l'FC Den Haag, che nel 1971-1972 giocò un'altra finale di Coppa d'Olanda, persa contro l'Ajax per 3-2. Il trofeo fu rivinto nel 1974-1975 (1-0 in finale contro il Twente). Un grande successo in Europa fu il raggiungimento dei quarti di finale della Coppa delle Coppe 1975-1976, dove l'FC Den Haag fu eliminato dal West Ham Utd a causa della sconfitta per 3-1 nella gara di ritorno in trasferta, dopo la vittoria per 4-2 ottenuta in casa.
Negli anni '80 l'immagine del club fu danneggiata dalle violenze degli hooligan e dalla crisi economica. Ciononostante fu raggiunta un'altra finale di Coppa d'Olanda nel 1986-1987, la ottava nella storia della squadra, persa per 4-2 contro l'Ajax con due gol di Marco van Basten nei tempi supplementari.
Il 3 aprile 1982 lo Zuiderpark fu incendiato da alcuni hooligan, dopo la sconfitta interna per 0-4 contro l'Haarlem. Oggetto degli atti di teppismo fu la tribuna che risaliva al 1928, per un totale di 500 000 dollari di danni. Nel 1986 il settore dello stadio fu riaperto dopo la ricostruzione.
Nel 1996, dopo un'altra fusione, il club tornò al nome originario di ADO Den Haag.
Dopo una lunga militanza nella Eerste Divisie, la seconda divisione olandese, l'ADO giocò per quattro stagioni in Eredivisie fino a una nuova retrocessione, giunta al termine dell'annata 2006-2007. Al sesto posto del 2007-2008 in seconda divisione fece seguito la vittoria dei play-off, con conseguente promozione per il 2008-2009.
Nel 2007 aprì i battenti il nuovo stadio del club, il Cars Jeans Stadion, noto dal 2010 al 2017 come Kyocera Stadion. La stagione 2008-2009 vide la squadra iniziare con due vittorie e ottenere la vetta della classifica di massima divisione per la prima volta dopo 32 anni. Nel 2010-2011 l'ADO sconfisse i rivali dell'Ajax e ottenne il settimo posto in campionato, poi vinse i play-off per la qualificazione all'Europa League battendo Roda JC e Groningen. Nel 2011-2012 l'avventura europea iniziò con successo contro i lituani del Tauras al secondo turno, ma si chiuse al terzo turno contro i ciprioti dell'Omonia.
Nel giugno 2014 il club, attanagliato da una grave crisi finanziaria, fu ceduto al gruppo cinese United Vansen International Sports Company, Ltd. per 8,9 milioni di dollari. Nella stagione Eredivisie 2019–2020, il club finì diciassettesimo, ma si salvò dalla retrocessione e rimase nella massima divisione olandese; nella stagione successiva, però, arrivò diciottesimo e fu retrocesso direttamente in Eerste Divisie, dove milita tuttora.

## Colori e simboli
I colori sociali sono il giallo e il verde, gli stessi della bandiera della città de L'Aia. Il simbolo del club è la cicogna.

## Allenatori e presidenti
- 1905-1953  ...
- 1953-1954  Dick Groves
- 1954-1955  Gutkas Franz

 Friedrich Donnenfeld
- 1955-1962  Rinus Loof
- 1962-1969  Ernst Happel
- 1969-1972  Václav Ježek
- 1972-1974  Evert Teunissen
- 1974-1976  Vujadin Boškov
- 1976-1978  Anton Malatinský
- 1978-1980  Piet de Visser
- 1980-1981  Hans Kraaijenbergse

 Piet de Zoete
 Martin van Vianen
- 1981-1982  Martin van Vianen

 Cor van der Hart
- 1982-1983  Cor van der Hart
- 1983-1986  Rob Baan
- 1986-1988  Pim van de Meent
- 1987-1988  Pim van de Meent

 Piet de Zoete
- 1988-1992  Co Adriaanse
- 1991-1992  Co Adriaanse

 Mark Wotte
- 1992-1994  Nol de Ruiter
- 1994-1995  Lex Schoenmaker
- 1995-1996  Theo Desire

 Rob Meppelink
- 1996-1998  Mark Wotte
- 1997-1998  Mark Wotte

 André Hoekstra
- 1998-1999  André Hoekstra
- 1999-2000  Rob Meppelink
- 2000-2001  Stanley Brard

 Piet de Zoete
- 2001-2004  Rinus Israël e  Lex Schoenmaker
- 2004-2006  Frans Adelaar

 Lex Schoenmaker
- 2006-2007  Lex Schoenmaker
- 2007-2008  Wiljan Vloet
- 2008-2009  André Wetzel

 Raymond Atteveld
- 2009-2010  Raymond Atteveld

 Maurice Steijn e  Bob Kootwijk
- 2010-2011  John van den Brom
- 2011-2014  Maurice Steijn

 Henk Fräser
- 2014-2016  Henk Fräser
- 2016-2017  Željko Petrović
- 2017-2019  Alfons Groenendijk
- 2019-2020  Alan Pardew
- 2020  Aleksandar Ranković
- 2020-2022  Ruud Brood
- 2022  Giovanni Franken
- 2022-in carica  Dirk Kuijt

- 1905-2016  ...

## Calciatori

### Vincitori di titoli

#### Calciatori campioni continentali
- Wilfried Kanon (Guinea Equatoriale 2015)

## Palmarès

### Competizioni nazionali
- Campionato olandese: 2

1941-1942, 1942-1943
- Eerste Divisie: 2

1985-1986, 2002-2003
- Coppa dei Paesi Bassi: 2

1967-1968, 1974-1975

### Competizioni internazionali
- Coppa Intertoto: 1

1968

### Competizioni giovanili
- Torneo di Cannes: 1

1965

### Altri piazzamenti
- Campionato olandese:

Secondo posto: 1928-1929 (Ovest I), 1938-1939 (Ovest I), 1939-1940 (Ovest I)
Terzo posto: 1929-1930 (Ovest I), 1930-1931 (Ovest II), 1932-1933 (Ovest I), 1952-1953 (girone D), 1964-1965, 1965-1966, 1970-1971
- Eerste Divisie:

Secondo posto: 1988-1989
- Coppa dei Paesi Bassi:

Finalista: 1958-1959, 1962-1963, 1963-1964, 1965-1966, 1971-1972, 1986-1987
Semifinalista: 1956-1957, 1976-1977, 1985-1986, 1988-1989
- Coppa Piano Karl Rappan:

Semifinalista: 1966-1967

## Statistiche e record

### Competizioni internazionali
- Vittoria più larga: 14 settembre 1971, FC Den Haag - Aris Bonnevoie (5-0), Coppa UEFA 1971-1972
- Sconfitta più larga: 3 novembre 1971, Wolves - FC Den Haag (4-0), Coppa UEFA 1971-1972
- Serie più lunga senza sconfitte: 5 - Coppa delle Coppe 1975-1976

### Competizioni nazionali

#### Eredivisie
- Maggior numero di spettatori: 28 872 - 21 novembre 1971, ADO - Feyenoord (1-2)
- Media spettatori più alta: 17.882 - 1959-1960
- Vittoria più larga in casa: 24 ottobre 1976, ADO - Go Ahead Eagles (8-2)
- Sconfitta più larga in casa: 9 maggio 1976, ADO - Feyenoord (1-8); 15 settembre 2018, ADO - PSV (0-7)
- Vittoria più larga in trasferta: 12 settembre 1965, DOS - ADO (0-7)
- Sconfitta più larga in assoluto: 3 maggio 1964, D.W.S - ADO (9-0)
- Migliore piazzamento nel calcio professionistico: 3º posto - 1964-1965, 1965-1966, 1970-1971
- Serie più lunga di vittorie: 7 - 1971
- Serie più lunga senza sconfitte: dal 17 al 23-08-1970 al 13-12-1970
- Serie più lunga senza sconfitte in casa: 37 - dal 5 ottobre 1969 al 7 novembre 1971
- Maggior numero di vittorie (stagione): 21 - 1970-1971
- Maggior numero di gol segnati (stagione): 72 - 1965-1966
- Minor numero di gol subiti (stagione): 27 - 1970-1971
- Maggior numero di presenze: Aad Mansveld, 454
- Maggior numero di gol: Carol Schuurman, 147
- Maggior numero di presenze nel calcio professionistico: Harry van der Laan, 104
- Maggior numero di gol in una partita: Heini Otto, 2 durante Feyenoord - FC Den Haag (12 gennaio 1992)
- Maggior numero di assist (stagione): Wesley Verhoek, 14 - 2010-2011
- Capocannoniere stagionale più prolifico: Carol Schuurman, 25 gol - 1957-1958
- Capocannoniere stagionale più prolifico nel (calcio professionistico): Harry van der Laan, 21 gol - 1989-1990
- Giocatore straniero con il maggior numero di gol: Dmitri Boelykin, 21 gol - 2010-2011
- Gol più veloce:

Tjaronn Chery 9 secondi, (Roda - ADO, 16 ottobre 2011)
Wesley Verhoek 10 secondi, (Twente - ADO, 12 marzo 2010)
Harry van der Laan 10 secondi, (FC Den Haag - MVV, 18 febbraio 1990)

#### Eerste Divisie
- Vittoria più larga: 4 settembre 1982, Eindhoven - FC L'Aia (0-8)
- Serie più lunga senza sconfitte (stagione): 36 - 1985-1986 (campione e imbattuto)
- Maggior numero di vittorie (stagione): 26 - 1985-86
- Maggior numero di gol segnati (stagione): 85 - 1985-1986, 1988-1989
- Minor numero di gol segnati (stagione): 20 - 2002-2003
- Capocannoniere stagionale più prolifico: Remco Boere - 28 gol, 1985-1986

## Tifoseria

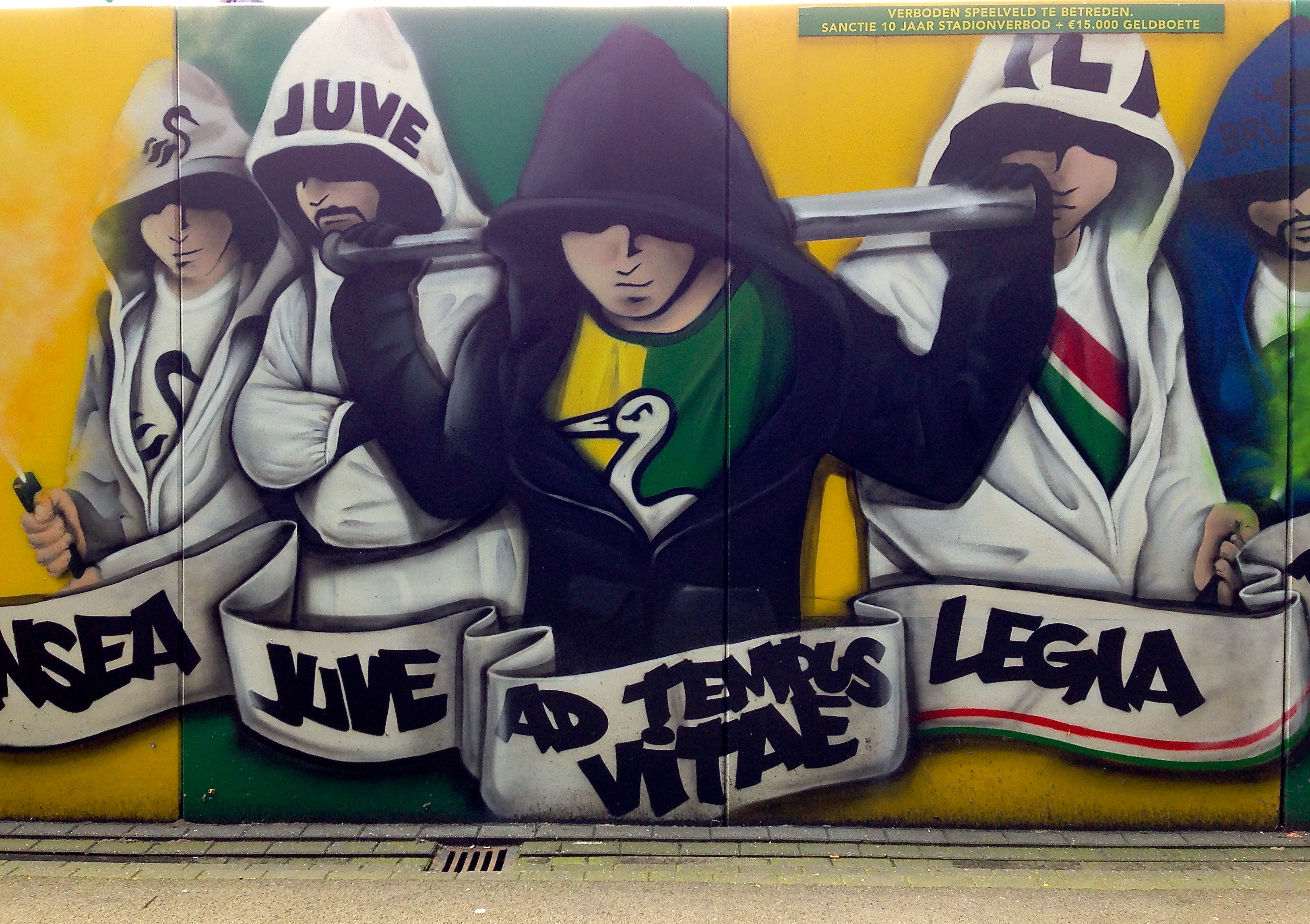
Murales fuori dal Kyocera Stadion che raffigura le amicizie della tifoseria gialloverde con Swansea City, Juventus e Legia Varsavia.

Gli ultras del Den Haag, i North Side, sono gemellati con le tifoserie straniere dello Swansea City, della Juventus, dell’Avellino, del Club Brugge e del Legia Varsavia.

## Organico

### Rosa 2024-2025
Aggiornata al 4 settembre 2024.
| N. |                             | Ruolo | Calciatore           |
| -- | --------------------------- | ----- | -------------------- |
| 1  | Paesi Bassi (bandiera)      | P     | Hugo Wentges         |
| 2  | Paesi Bassi (bandiera)      | D     | Steven van der Sloot |
| 3  | Norvegia (bandiera)         | D     | Daniel Granli        |
| 4  | Belgio (bandiera)           | D     | Matteo Waem          |
| 5  | Guinea (bandiera)           | D     | Sekou Sylla          |
| 6  | Paesi Bassi (bandiera)      | C     | Kürşad Sürmeli       |
| 7  | Paesi Bassi (bandiera)      | A     | Daryl van Mieghem    |
| 8  | Paesi Bassi (bandiera)      | C     | Jari Vlak            |
| 9  | Irlanda del Nord (bandiera) | A     | Lee Bonis            |
| 10 | Paesi Bassi (bandiera)      | A     | Alex Schalk          |
| 11 | Paesi Bassi (bandiera)      | C     | Joel Ideho           |
| 15 | Paesi Bassi (bandiera)      | D     | Milan Hokke          |

| N. |                         | Ruolo | Calciatore        |
| -- | ----------------------- | ----- | ----------------- |
| 16 | Paesi Bassi (bandiera)  | C     | Finn de Bruin     |
| 18 | Suriname (bandiera)     | C     | Silvinho Esajas   |
| 21 | Danimarca (bandiera)    | C     | Lasse Christensen |
| 22 | Paesi Bassi (bandiera)  | A     | Dano Lourens      |
| 23 | Burkina Faso (bandiera) | P     | Kilian Nikièma    |
| 25 | Finlandia (bandiera)    | C     | Juho Kilo         |
| 27 | Indonesia (bandiera)    | C     | Rafael Struick    |
| 28 | Paesi Bassi (bandiera)  | P     | Tim Coremans      |
| 29 | Paesi Bassi (bandiera)  | P     | David van de Riet |
| 45 | Finlandia (bandiera)    | D     | Diogo Tomas       |
|    | Svezia (bandiera)       | A     | Elias Mohammad    |

### Rosa 2023-2024
Aggiornata al 28 settembre 2023.
| N. |                        | Ruolo | Calciatore         |
| -- | ---------------------- | ----- | ------------------ |
| 1  | Paesi Bassi (bandiera) | P     | Hugo Wentges       |
| 2  | Paesi Bassi (bandiera) | D     | Tyrese Asante      |
| 3  | Norvegia (bandiera)    | D     | Daniel Granli      |
| 4  | Belgio (bandiera)      | D     | Matteo Waem        |
| 5  | Paesi Bassi (bandiera) | D     | Bart van Hintum    |
| 6  | Paesi Bassi (bandiera) | C     | Kürşad Sürmeli     |
| 7  | Paesi Bassi (bandiera) | A     | Daryl van Mieghem  |
| 8  | Suriname (bandiera)    | C     | Dhoraso Klas       |
| 9  | Paesi Bassi (bandiera) | A     | Henk Veerman       |
| 10 | Paesi Bassi (bandiera) | A     | Jort van der Sande |
| 11 | Francia (bandiera)     | C     | Malik Sellouki     |
| 12 | Stati Uniti (bandiera) | D     | Gennaro Nigro      |
| 13 | Danimarca (bandiera)   | C     | Lasse Christensen  |
| 14 | Germania (bandiera)    | D     | Henri Koudossou    |
| 15 | Paesi Bassi (bandiera) | D     | Amir Absalem       |

| N. |                         | Ruolo | Calciatore         |
| -- | ----------------------- | ----- | ------------------ |
| 16 | Curaçao (bandiera)      | C     | Calvin Gustina     |
| 17 | Paesi Bassi (bandiera)  | C     | Joel Ideho         |
| 18 | Suriname (bandiera)     | C     | Silvinho Esajas    |
| 19 | Paesi Bassi (bandiera)  | C     | Jerry van Wolfgang |
| 20 | Paesi Bassi (bandiera)  | C     | Sacha Komljenovic  |
| 21 | Paesi Bassi (bandiera)  | C     | Robyn Esajas       |
| 22 | Stati Uniti (bandiera)  | D     | Justin Che         |
| 24 | Paesi Bassi (bandiera)  | C     | Mo Hamdaoui        |
| 25 | Paesi Bassi (bandiera)  | D     | Emre Ates          |
| 26 | Paesi Bassi (bandiera)  | D     | Gylermo Siereveld  |
| 27 | Indonesia (bandiera)    | C     | Rafael Struick     |
| 28 | Burkina Faso (bandiera) | P     | Kilian Nikièma     |
| 29 | Paesi Bassi (bandiera)  | P     | David van de Riet  |
| 30 | Paesi Bassi (bandiera)  | P     | Tim Coremans       |
| 33 | Paesi Bassi (bandiera)  | D     | Daryl Werker       |

### Rosa 2022-2023
Aggiornata al 28 ottobre 2022.
| N. |                        | Ruolo | Calciatore        |
| -- | ---------------------- | ----- | ----------------- |
| 1  | Paesi Bassi (bandiera) | P     | Hugo Wentges      |
| 2  | Paesi Bassi (bandiera) | D     | Tyrese Asante     |
| 3  | Lussemburgo (bandiera) | D     | Dirk Carlson      |
| 4  | Paesi Bassi (bandiera) | D     | Boy Kemper        |
| 5  | Paesi Bassi (bandiera) | D     | Denzel Hall       |
| 6  | Suriname (bandiera)    | C     | Dhoraso Klas      |
| 7  | Curaçao (bandiera)     | C     | Xander Severina   |
| 8  | Paesi Bassi (bandiera) | C     | Jordy Wehrmann    |
| 9  | Paesi Bassi (bandiera) | A     | Thomas Verheydt   |
| 10 | Paesi Bassi (bandiera) | C     | Max de Waal       |
| 11 | Paesi Bassi (bandiera) | A     | Joël Zwarts       |
| 14 | Suriname (bandiera)    | D     | Silvinho Esajas   |
| 15 | Paesi Bassi (bandiera) | C     | Sacha Komljenovic |
| 16 | Paesi Bassi (bandiera) | A     | Marius van Mil    |
| 17 | Francia (bandiera)     | C     | Titouan Thomas    |
| 20 | Paesi Bassi (bandiera) | D     | Gylermo Siereveld |

| N. |                                 | Ruolo | Calciatore        |
| -- | ------------------------------- | ----- | ----------------- |
| 21 | Aruba (bandiera)                | C     | Gregor Breinburg  |
| 22 | Paesi Bassi (bandiera)          | C     | Nick Broekhuizen  |
| 23 | Paesi Bassi (bandiera)          | P     | Luuk Koopmans     |
| 24 | Paesi Bassi (bandiera)          | D     | Amir Absalem      |
| 25 | Paesi Bassi (bandiera)          | D     | Finn van Breemen  |
| 26 | Paesi Bassi (bandiera)          | C     | Jesse Reinders    |
| 27 | Indonesia (bandiera)            | C     | Rafael Struick    |
| 28 | Burkina Faso (bandiera)         | P     | Kilian Nikièma    |
| 29 | Paesi Bassi (bandiera)          | P     | David van de Riet |
| 30 | Francia (bandiera)              | C     | Malik Sellouki    |
| 31 | Paesi Bassi (bandiera)          | D     | Nigel Owusu       |
| 33 | Paesi Bassi (bandiera)          | D     | Daryl Werker      |
| 34 | Bosnia ed Erzegovina (bandiera) | A     | Amar Ćatić        |
| 35 | Paesi Bassi (bandiera)          | A     | Ricardo Kishna    |
| 42 | Paesi Bassi (bandiera)          | A     | Mario Bilate      |
| 45 | Spagna (bandiera)               | D     | Guillem Rodríguez |

### Rosa 2021-2022
Aggiornata al 12 aprile 2022.
| N. |                        | Ruolo | Calciatore        |
| -- | ---------------------- | ----- | ----------------- |
| 1  | Paesi Bassi (bandiera) | P     | Luuk Koopmans     |
| 3  | Paesi Bassi (bandiera) | D     | Peet Bijen        |
| 4  | Paesi Bassi (bandiera) | D     | Boy Kemper        |
| 6  | Suriname (bandiera)    | C     | Dhoraso Klas      |
| 7  | Brasile (bandiera)     | C     | Felipe Pires      |
| 8  | Croazia (bandiera)     | C     | David Puclin      |
| 9  | Paesi Bassi (bandiera) | A     | Thomas Verheydt   |
| 10 | Belgio (bandiera)      | C     | Samy Bourard      |
| 11 | Paesi Bassi (bandiera) | A     | Ricardo Kishna    |
| 12 | Paesi Bassi (bandiera) | D     | Cain Seedorf      |
| 14 | Paesi Bassi (bandiera) | D     | Tyrese Asante     |
| 15 | Paesi Bassi (bandiera) | C     | Sacha Komljenovic |
| 16 | Paesi Bassi (bandiera) | A     | Marius van Mil    |
| 17 | Paesi Bassi (bandiera) | C     | Yahya Boussakou   |
| 18 | Paesi Bassi (bandiera) | C     | Michael Mulder    |
| 19 | Paesi Bassi (bandiera) | A     | Evan Rottier      |

| N. |                                 | Ruolo | Calciatore           |
| -- | ------------------------------- | ----- | -------------------- |
| 20 | Paesi Bassi (bandiera)          | A     | Fabian Shahaj        |
| 21 | Aruba (bandiera)                | C     | Gregor Breinburg     |
| 23 | Paesi Bassi (bandiera)          | P     | Hugo Wentges         |
| 24 | Paesi Bassi (bandiera)          | D     | Finn Dicke           |
| 25 | Paesi Bassi (bandiera)          | D     | Jamal Amofa          |
| 26 | Paesi Bassi (bandiera)          | C     | Sem Steijn           |
| 27 | Curaçao (bandiera)              | C     | Xander Severina      |
| 29 | Paesi Bassi (bandiera)          | P     | Alessandro Damen     |
| 32 | Paesi Bassi (bandiera)          | C     | Benjamin Reemst      |
| 34 | Bosnia ed Erzegovina (bandiera) | A     | Amar Ćatić           |
| 35 | Paesi Bassi (bandiera)          | P     | Youri Schoonderwaldt |
| 36 | Paesi Bassi (bandiera)          | D     | Jonathan Mulder      |
| 45 | Spagna (bandiera)               | D     | Guillem Rodríguez    |
| 53 | Paesi Bassi (bandiera)          | D     | Daryl Janmaat        |
| 77 | Paesi Bassi (bandiera)          | C     | Eljero Elia          |

### Rosa 2020-2021
Aggiornata al 29 gennaio 2021.
| N. |                        | Ruolo | Calciatore            |
| -- | ---------------------- | ----- | --------------------- |
| 1  | Paesi Bassi (bandiera) | P     | Luuk Koopmans         |
| 2  | Paesi Bassi (bandiera) | D     | Milan van Ewijk       |
| 3  | Paesi Bassi (bandiera) | D     | Peet Bijen            |
| 4  | Paesi Bassi (bandiera) | D     | Boy Kemper            |
| 5  | Paesi Bassi (bandiera) | D     | Juan Familia-Castillo |
| 8  | Paesi Bassi (bandiera) | C     | John Goossens         |
| 9  | Germania (bandiera)    | A     | Jonas Arweiler        |
| 10 | Israele (bandiera)     | C     | Ilay Elmkies          |
| 10 | Paesi Bassi (bandiera) | C     | Abdenasser El Khayati |
| 11 | Belgio (bandiera)      | C     | Samy Bourard          |
| 14 | Paesi Bassi (bandiera) | C     | Kees de Boer          |
| 16 | Paesi Bassi (bandiera) | C     | Michael Mulder        |
| 18 | Germania (bandiera)    | A     | David Philipp         |
| 19 | Paesi Bassi (bandiera) | D     | Shaquille Pinas       |
| 20 | Paesi Bassi (bandiera) | A     | Vicente Besuijen      |
| 21 | Paesi Bassi (bandiera) | A     | Bilal Ould-Chikh      |
| 22 | Paesi Bassi (bandiera) | P     | Robert Zwinkels       |
| 23 | Spagna (bandiera)      | C     | Pascu                 |

| N. |                                 | Ruolo | Calciatore           |
| -- | ------------------------------- | ----- | -------------------- |
| 24 | Paesi Bassi (bandiera)          | A     | Evan Rottier         |
| 25 | Paesi Bassi (bandiera)          | D     | Jamal Amofa          |
| 26 | Paesi Bassi (bandiera)          | C     | Sem Steijn           |
| 27 | Paesi Bassi (bandiera)          | A     | Yahya Boussakou      |
| 28 | Paesi Bassi (bandiera)          | C     | Maarten Rieder       |
| 29 | Paesi Bassi (bandiera)          | A     | Michiel Kramer       |
| 30 | Marocco (bandiera)              | C     | Youness Mokhtar      |
| 31 | Paesi Bassi (bandiera)          | A     | Ricardo Kishna       |
| 33 | Belgio (bandiera)               | C     | Amine Essabri        |
| 34 | Bosnia ed Erzegovina (bandiera) | A     | Amar Ćatić           |
| 35 | Paesi Bassi (bandiera)          | P     | Youri Schoonderwaldt |
| 36 | Paesi Bassi (bandiera)          | D     | Jonathan Mulder      |
| 37 | Paesi Bassi (bandiera)          | P     | Hugo Wentges         |
| 43 | Paesi Bassi (bandiera)          | D     | Lassana Faye         |
| 51 | Paesi Bassi (bandiera)          | D     | Gianni Zuiverloon    |
| 53 | Paesi Bassi (bandiera)          | D     | Daryl Janmaat        |
| 88 | Paesi Bassi (bandiera)          | C     | Marko Vejinović      |
| 95 | Croazia (bandiera)              | C     | Tomislav Gomelt      |